# مارينا بيرتي
مارينا بيرتي (بالإيطالية: Marina Berti)‏ هي ممثلة إيطالية (وحملت سابقاً جنسية مملكة إيطاليا)، ولدت في 29 سبتمبر 1924 بلندن في المملكة المتحدة، وتوفيت في 29 أكتوبر 2002 بروما في إيطاليا بسبب سرطان.

## أعمال

### أفلام
- (1951) الوضع الراهن
- (1955) عبد الله العظيم
- (1959) بن هور[3][4][5]
- (1963) كليوباترا[6][7][8]
- (1974) موسى

### مسلسلات
- موسى

## وصلات خارجية
- مارينا بيرتي على موقع IMDb (الإنجليزية)
- مارينا بيرتي على موقع روتن توميتوز (الإنجليزية)
- مارينا بيرتي على موقع ألو سيني (الفرنسية)
- مارينا بيرتي على موقع أول موفي (الإنجليزية)
- مارينا بيرتي على موقع قاعدة بيانات الأفلام السويدية (السويدية)
- مارينا بيرتي على موقع إن إن دي بي (الإنجليزية)
- مارينا بيرتي على موقع ديسكوغز (الإنجليزية)
- مارينا بيرتي على موقع قاعدة بيانات الفيلم (الإنجليزية)
- مارينا بيرتي على موقع كينوبويسك (الروسية)